# Cytisus moleroi
Cytisus moleroi là một loài thực vật có hoa trong họ Đậu. Loài này được Fern.Casas miêu tả khoa học đầu tiên.